# Nogometne pozicije
Za bolje shvaćanje pojedinih nogometnih formacija, pogledajte: nogometne formacije.
U nogometnoj igri, svaki od jedanaest igrača u momčadi ima svoju određenu ulogu u određenom dijelu terena. Momčad se sastoji od jednog vratara i deset aktivnih igrača, koji obavljaju razne zadatke u veznom redu, obrani ili napadu, ovisno koja je formacija izabrana. Kako je igra evoluirala, taktike i formacije su se mijenjale, baš kao i imena pozicija u nogometu.
Priroda modernog nogometa je da pozicije nisu toliko formalizirane kao u ostalim nogometu srodnim sportovima (američki nogomet, ragbi...). Svejedno, igrači tijekom svoje karijere najčešće igraju na jednoj poziciji, jer svaka pozicija zahtijeva određene sposobnosti. Igrači koji bez problema igraju na više pozicija se, u nogometnoj terminologiji, nazivaju korisni igrači.

## Vratar
Biti vratar u nogometu nije lako, jer to je najspecijaliziranija pozicija u cijeloj igri. Posao vratara je nadasve obramben: štite gol svoje momčadi i pokušavaju spriječiti protivnika da poentira. Oni nose opremu kojom se razlikuju od svojih suigrača, protivnika te sudaca. Dozvoljeno im je koristiti se rukama, ali samo u za to predviđenom prostoru, šesnaestercu. Vratar se mijenja kao i svaki drugi igrač, no ako je vratar dobio crveni karton ili je ozlijeđen, a više nema zamjena na raspolaganju, tada jedan od aktivnih igrača prelazi na mjesto vratara.
Vratar u nogometu je specijaliziran za isključivo tu poziciju, pa se vratar ne pojavljuje u nijednoj drugoj ulozi, iako ima vrlo rijetkih iznimaka. Jorge Campos, vratar meksičke reprezentacije, osim što je bio vratar, imao je nevjerojatno dobre predispozicije i za mjesto aktivnog igrača. Kada je zatrebalo, Campos bi postao napadač. Vratari s dobrom tehnikom znaju izvoditi slobodne udarce i jedanaesterce, iako se ni to ne vidi često zbog očitog razloga: gubitak lopte dok vratara nema na golu znači lagan posao za napadače da zabiju gol. Primjeri ovakve vrste vratara su José Luis Chilavert, Paragvajac i bivši vratar nacionalne momčadi, te Rogério Ceni, Brazilac. Oba vratara su postigla više od 60 pogodaka tijekom svojih profesionalnih karijera.
Tjelesna snaga, visina, skakačke sposobnosti i dobro procjenjivanje su cijenjene kvalitete vratara zbog kontrole visokih lopti, pokretljivosti i baratanja loptom. Tradicionalno, dribling, kontrola loptom i dodavanje najčešće nisu bili potrebni vratarima. No, uvođenje pravila po kojem vratar ne smije uzeti loptu u ruke nakon što mu je ona vraćena nogom od suigrača, dovelo je i do potrebe za tim sposobnostima.

## Obrambene pozicije
Braniči igraju iza veznih igrača i primarna zadaća im je podrška vrataru i prevencija da protivnici zapucaju prema golu. Najčešće, braniči ostaju na svojoj polovici terena. Visoki braniči se pomiču u protivnički šesnaesterac kada je zabijanje gola glavom realistična mogućnost. To je najčešće kod kornera i slobodnih udaraca. 

### Središnji branič
Posao središnjeg braniča (još zvanog i centarhalf) je zaustavljanje protivnika, najčešće napadača da zapucaju prema golu ili da loptu unesu u njihov šesnaesterac. Kao što im ime govori, igraju u sredini. Većina momčadi igra s dvojicom središnjih braniča smještenih ispred vratara. Dva su načina obrane koje koriste središnji braniči: 
- zonska obrana, gdje svaki od središnjih braniča brani određeni dio terena
- markiranje (flaster), gdje svaki središnji branič čuva određenog protivnika

Središnji braniči su najčešće visoki s istaknutim sposobnostima uklizavanja i kontrole lopte glavom, kao i čitanje igre. Nimalo nisu privlačni što se tiče kvalitete nogometa, ali zato njihov učinak u obrani i stalno rušenje protivničkih napada čini ih vrlo poželjnima. Naravno, postoje i središnji braniči koji imaju i finu tehniku dodavanja, driblinga...
Prije, izraz središnji branič se nazivao centarhalf. To je zbog toga što je u ranoj fazi 20. stoljeća većina momčadi igrala u formaciji 2–3–5. Tri igrača su stala u liniji u veznom redu, a kako je ova formacija evoluirala, ta tri igrača su se iz središnjeg dijela (center half) preselila više u obranu, pa je tako nastao izraz centarhalf.
U današnjem nogometu stručnjaci smatraju da su Virgil van Dijk i Sergio Ramos najbolji središnji braniči.

### Libero
Libero (tal. slobodan, nesputan) je višestruko upotrebljivi branič koji nastoji ometati protivnike i loptu da dođe do crte šesnaesterca. Njihova uloga je "maštovitija" od središnjih braniča koji uglavnom sudjeluju u obrani. Naime, libero igrači najčešće grade kontranapade iz svoje polovice, i kao takvima im treba poboljšana kontrola lopte i sposobnost dodavanja. Ipak, libero igrači su najčešće obrambeni igrači. U catenaccio sustavu igre, najpopularnijeg tijekom 60-ih godina 20. stoljeća, libero je služio isključivo u obrambene svrhe.
Kao što je već rečeno, brojni libero igrači uspješno iznose loptu izvan obrane i počinju kontranapade na drugoj strani koji znaju biti od velike koristi za momčad. To im omogućuju neke taktičke (čitanje igre, predviđanje, pozicioniranje...), te tehničke mogućnosti i sposobnosti (dodavanje, izvrstan pregled igre...). Takve sposobnosti su imali legendarni Franz Beckenbauer, Gaetano Scirea, Ronald Koeman i Franco Baresi.

### Branič
Braniči (u prijašnjem nazivlju i bekovi, od eng. back) zauzimaju široke obrambene pozicije, a nalazi se po jedan na svakoj strani terena. Njihov glavni zadatak je onemogućavanje protivničkih igrača da centriraju loptu u šesnaesterac. U nekim formacijama, bekovi su flasteri na protivnicima. Od većine bekova se očekuje da, u napadu, upućuju kvalitetne lopte prema protivničkom šesnaestercu i probijaju bok terena.
Tradicionalno, bekovi su igrali ulogu koju danas obavljaju središnji braniči. Kako je igra evoluirala, bekovi su odlazili više prema bokovima, pa sada ova pozicija zahtijeva neke sposobnosti drugačije od onih u prošlosti. Današnji bek mora biti jak, čvrst, utjecajan na momčad, jak u uklizavanjima, te mora imati izuzetnu kondiciju da izdrži stalno trčanje gore-dolje po terenu. 

### Krilni branič (bek)
Krilni branič je moderna varijacija beka s jačim naglaskom na napad. Najpoznatiji primjer krilnog braniča je bivši hrvatski reprenzetativac Darijo Srna, koji je godinama igrao na toj poziciji u sustavu hrvatske reprezentacije 3–5–2, ili varijaciji te taktike 3–4–1–2. Krilni branič mora imati izuzetnu kondiciju poput bekova, jer i krila stalno trče gore-dolje po terenu. Pošto imaju "osiguranje" trojice središnjih braniča, krilni braniči imaju veću slobodu za odlazak u napad i upošljavanje napadača dobrim i korisnim loptama.

## Pozicije u veznom redu
Vezni igrači su igrači čija je pozicija između napadača i braniča. Njihove glavne dužnosti su osvajanje posjeda lopte i kvalitetno iskorištavanje tih lopti, tj. upošljavanje napadača ili udarac prema golu. Većina trenera postavlja barem jednog središnjeg veznog igrača sa svim tipičnim zadacima za veznog igrača. Najčešće su upravo vezni igrači oni koji se najviše potroše tijekom utakmice, jer stalno trče između obrane i napada. Tijekom utakmice, ovisno o rezultatu, mogu prijeći u fazu napada ako je momčad u rezultatskom minusu, ili u obranu ako je rezultat povoljan, a nema još mnogo vremena do kraja. 

### Središnji vezni igrač
Središnji vezni igrači igraju više uloga na terenu, ovisno o prednostima ili slabostima momčadi u taktici. Veza su između obrane i napada, ali su također važni u obrani kada ometaju posjed lopte protivnika. Njihova središnja pozicija omogućuje im izvrstan pregled igre. Većina akcija se odigrava preko njih i oko njihovog prostora na terenu. Zato je razina igre veznih igrača najvažnija za funkcioniranje momčadi. Moraju imati razvijene najfinije nogometne sposobnosti kao dodavanje, pucanje prema golu i zadržavanje lopte u posjedu, kao i one obrambenije sposobnosti (rušenje, uklizavanje...).
Luka Modrić i Toni Kroos se mogu smatrati najbolji središnji veznjaci u današnjem nogometu. Obojica imaju sposobnost igranja u oba šesnaesterca, te koriste jačinu, sposobnosti dodavanja i tehniku da poboljšaju i pojačaju igru svoje momčadi. Općenito, ovaj dio terena se naziva strojarnica, jer rijetko koja momčad uspijeva ostvariti uspjeh bez veznih igrača.

### Obrambeni vezni igrač
Obrambeni vezni igrač je središnji vezni igrač koji je postavljen ispred središnjih braniča zbog obrambenih razloga i tako “čuva leđa“ veznim igračima i napadačima da idu prema suparničkom golu. Glavni zadatak obrambenog veznog je uzeti loptu protivnicima i na siguran način je isporučiti veznom redu ili napadu. Osim što imaju najčešće obrambene zadatke, daju osiguranje ostalim veznim igračima za odlazak prema suparničkom dijelu igrališta bez da brinu o obrani.
Obrambeni vezni se u španjolskom i portugalskom još naziva i volante (rudar), jer naporno rade na rušenju protivničkih napada. Brazilska nogometna reprezentacija postavlja barem jednog volante igrača, te je upravo ta reprezentacija proizvodila s godinama najbolje obrambene vezne, kao Dungu. Spomenuti još valja i N'Golo Kante i Sergio Busquets kao jedne od najboljih obrambenih veznih u modernom nogometu.

### Ofenzivni vezni igrač
Navalni vezni igrač je središnji vezni igrač koji je isturen u veznom redu, najčešće iza napadača. Ovi igrači služe tipično kao napadački pivot momčadi, tj. kruže na nekih 30 metara od gola nastojeći uposliti napadače. Njihova kreativnost zna biti od presudne važnosti za cijelu momčad, jer upošljavanje napadača ili zabijanje golova često odlučuju utakmice. Pozicija navalnog veznog zahtijeva uglavnom fine sposobnosti poput preciznog dodavanja, čitanja kretanja protivničke obrane, precizan udarac i sl., iako i oni moraju znati uklizati i uzeti loptu.
U nogometnim sredinama vrlo često se za napadačkog veznog može čuti izraz poput “fantazista“, “virtuoz“ ili “broj 10“, zbog toga što većina igrača na ovoj poziciji nosi dres s brojem 10. Zbog već prije nabrojanih sposobnosti, nije čudno da su nekad neki od najskupljih igrača na nogometnom tržištu, poput Zinedine Zidane, Ronaldinho, Frank Lampard, Paul Scholes, bili upravo navalni vezni igrači. Danas se najboljima smatraju Kevin De Bruyne i Paulo Dybala.

### Krilni vezni igrač
Krilni vezni igrač ili krilo je vezni igrač koji stoji na širokom prostoru u veznom redu, blizu aut-linije. Prije tridesetak godina, krilni vezni su bili okarakterizirani kao napadači, no kako je taktika evoluirala do danas, krilni vezni su se pomaknuli više prema centru igrališta, a manje prema suparničkom golu. Moderna krila danas uglavnom sudjeluju u taktikama 4–4–2 ili 4–5–1. Dužnost krila je nadmudriti i proći suparničke bekove, a potom ubaciti kvalitetan centaršut u protivnički šesnaesterac, iako nije isključeno da krila i zapucaju prema golu. Najčešće, ovakvi igrači su najobdareniji igrači u cijeloj momčadi, te imaju razvijene sposobnosti driblanja, udaraca prema golu, dodavanja, kao i smisao za vođenje momčadi, stoga ne čudi da su brojna krila kapetani momčadi. Još od ranih nogometnih dana od ovih igrača se ne očekuje vraćanje u obranu i rješavanje obrambenih pitanja oni prepuštaju braničima ili obrambenim veznim igračima.
Prije mnogo godina, najvredniji nogometaši su bila krila. No, godinama, njihova uloga je splasnula. Na Svjetskom prvenstvu 1966. u Engleskoj, Englezi su predstavili dotad neviđenu formaciju, bez krila. To je bila toliko neobična odluka trenera Alfa Ramseya da je ta engleska generacija nazvana "The Wingless Wonders" (Čuda bez krila).
U modernom nogometu, neki vezni igrači koji mogu igrati i na krilu zamjenjuju krilne vezne. Učinak tih igrača za pozitivnu posljedicu ima zaštitu obrambenih igrača. Dobar primjer takvih igrača je David Beckham, koji je igrao na takav način u Manchester Unitedu. Ipak, Beckhama se nakon prelaska u Real Madrid smatralo klasičnim krilom, iako je i tamo znao zaigrati u ulozi središnjeg veznog.

## Igrači u napadu
Napadači ili špice su igrači koji su postavljeni najbliže protivničkom golu. Njihova glavna dužnost je zabijanje golova. Najbolji primjeri dobrih napadača su Lionel Messi ili Cristiano Ronaldo, igrači čija je najjača strana hladnokrvno zabijanje golova. Ostale dužnosti napadača su namještanje prilika za gol suigračima (najčešće još nekom napadaču), te zadržavanje lopte u posjedu na način da se ostali igrači stignu priključiti napadu. Moderne nogometne formacije uključuju između minimalno jednog do najviše četiri. Zbog činjenice da upravo napadači zabijaju najviše golova, često su vrlo skupi na nogometnom tržištu.

### Središnji napadač
Središnji napadač ima jedan isključivi zadatak: zabijanje golova. Treneri na teren postavljaju jednog središnjeg napadača koji igra tik pored protivničkog središnjeg braniča. Još jedan napadač je najčešće malo povučeniji, te asistira i kreira golove, osim što i sam zabija. Središnji napadač je najčešće visok (tipa Peter Crouch), te služi za spuštanje centaršuteva upućenih od strane njegovih suigrača na zemlju. Ovakva vrsta igrača može i igrati po bokovima napada i na taj način doći do izgledne situacije za gol. Ovakva vrsta napadača je čvrsto građena, jaka, tako da snagom i jačinom ne zaostaju za braničima. Često zabijaju golove glavom (središnji napadači kao Oliver Bierhoff). Najbolji središnji napadači u povijesti nogometa su bili, po mišljenju većine stručnjaka, Pelé i Marco van Basten.

### “Plitki“ napadači
Plitki napadači imaju dugu povijest u nogometu, ali terminologija kojom su opisivani tijekom godina se mijenjala. Originalno, ovakvi igrači su se nazivali unutarnji napadači ili plitki središnji napadači. U modernom nogometu se čuje izraz povučeni napadač ili igrač u rupi (zato što stoji između protivničke obrane i veznog reda.). Ova pozicija je popularizirana u Italiji i zove se trequartista (tročetvrtinski igrač) – razigravač koji ne igra niti u veznom redu niti u napadu, ali pridodaje snazi napada svoje momčadi.
Kakva god terminologija bila, pozicija plitkog napadača je definirana na negdje između središnjeg napadača i veznog reda. Ovakvi igrači su spretni, napadački nastrojeni koji mogu zabiti gol ili asistirati središnjim napadačima. Najpoznatiji plitki napadači u povijesti nogometa su Pelé, Maradona, Ronaldinho, Kaká, Alessandro del Piero i Zico.